# Resolutie 722 Veiligheidsraad Verenigde Naties
Resolutie 722 van de Veiligheidsraad van de Verenigde Naties werd op 29 november 1991 unaniem aangenomen.

## Achtergrond
Na de Jom Kipoeroorlog kwamen Syrië en Israël overeen de wapens neer te leggen. Een waarnemingsmacht van de Verenigde Naties moest op de uitvoer van de twee gesloten akkoorden toezien.

## Inhoud
De Veiligheidsraad had zich beraden over het rapport van de secretaris-generaal over de UNDOF-waarnemingsmacht.
De Veiligheidsraad besloot:
- a. De partijen op te roepen onmiddellijk resolutie 338 uit te voeren;
b. Het mandaat van de macht met een periode van zes maanden te verlengen tot 31 mei 1992;
c. De secretaris-generaal te vragen na afloop van de periode te rapporteren over de ontwikkelingen en de genomen maatregelen om resolutie 338 uit te voeren.

## Verwante resoluties
- Resolutie 695 Veiligheidsraad Verenigde Naties
- Resolutie 701 Veiligheidsraad Verenigde Naties
- Resolutie 726 Veiligheidsraad Verenigde Naties (1992)
- Resolutie 734 Veiligheidsraad Verenigde Naties (1992)

Lijst ·  684 ·  685 ·  686 ·  687 ·  688 ·  689 ·  690 ·  691 ·  692 ·  693 ·  694 ·  695 ·  696 ·  697 ·  698 ·  699 ·  700 ·  701 ·  702 ·  703 ·  704 ·  705 ·  706 ·  707 ·  708 ·  709 ·  710 ·  711 ·  712 ·  713 ·  714 ·  715 ·  716 ·  717 ·  718 ·  719 ·  720 ·  721 ·  722 ·  723 ·  724 ·  725